# 青森県道199号太田藤崎線
青森県道199号太田藤崎線（あおもりけんどう199ごう おおたふじさきせん）は、青森県北津軽郡板柳町から南津軽郡藤崎町に至る一般県道である。

## 概要
板柳町太田で青森県道276号大俵板柳停車場線から分岐して、国道339号バイパスおよびJR五能線と並行し南へ進み、藤崎町藤崎で国道339号に合流する。

### 路線データ
- 起点：北津軽郡板柳町大字太田[1]
- 終点：南津軽郡藤崎町[1]

## 歴史
- 1961年（昭和36年）2月10日 - 県道に認定される[1]。

## 路線状況

### 道路施設
- やすらぎの駐車帯（国道339号交点）

## 地理

### 通過する自治体
- 北津軽郡板柳町
- 南津軽郡藤崎町

### 交差する道路
- 青森県道276号大俵板柳停車場線（北津軽郡板柳町大字太田、起点）
- 国道339号バイパス（南津軽郡藤崎町林崎）
- 国道339号（青森県道131号前坂藤崎線重複）（南津軽郡藤崎町藤崎、終点）

### 沿線の施設
- 板柳警察署 横沢交番
- JR五能線 林崎駅